# Назия (станция)
На́зия — железнодорожная станция Санкт-Петербургского отделения Октябрьской железной дороги. Расположена в Кировском районе Ленинградской области в одноимённой деревне.

## История
С 1918 по 1922 год станция была административным центром Марковской волости Шлиссельбургского уезда, затем её территория вошла в состав Пореченской волости.

## Описание
Станция имеет 4 электрифицированных пути, между средними из которых расположена пассажирская платформа. У восточной части платформы находилось небольшое деревянное здание, в котором ранее работали зал ожидания и билетная касса.

## Окрестности станции
К югу от станции расположено несколько крупных садоводческих обществ. С 2018 г. въезд в садоводства ограничен шлагбаумами и осуществляется охраной и в автоматическом режиме пропусками на основе БСК.
В конце 1980-х годов жители деревни активно протестовали против появления садоводов, рыли рвы на подъездах к деревне, не пускали спецтехнику. Во многом благодаря дачникам в 2013 г. появилась дорога с асфальтовым покрытием до Путилова, а к 2024 году силами собственников всех СНТ была построена дорога с асфальтовым покрытием до «Крестов» в центре массива Союза СНТ.